# Dead Island
Dead Island är ett survival horror-datorspel utvecklat av Techland och gavs ut av Deep Silver år 2011. I USA släpptes spelet till Microsoft Windows, Playstation 3 och Xbox 360 den 6 september, i Europa den 9 september 2011 och i Japan släpptes spelet den 20 oktober.
Spelet utspelar sig i en tropisk paradisö där en armé av zombier anfaller öborna och turisterna.
Tillsammans med andra spelet, Dead Island släppt för Playstation 4 och Xbox One i en samlingsbox Dead Island: Definitive Edition.

## Handling
Spelet utspelar sig på den fiktiva ön Banoi, strax utanför kusten av Papua Nya Guinea. Banoi beskrivs som ett vilt och otämjt paradis, ett himmelrike där man kan glömma sina bekymmer, sorger och besvär. Men något ont har kommit till paradiset, som för med sig kaos, galenskap och död. Zombier invaderar hela ön och för de överlevande så gäller det bara en sak att göra: att överleva.

## Gameplay
Spelet innehåller en öppen spelvärld som spelas i förstapersonsperspektiv, och fokuserar på närstrider med zombier, fordonstrider samt olika rollspelselement. Spelvärlden Banoi är mycket stor och innehåller en interaktiv strand/resort-område, en stad och en djungel.
Till skillnad från andra zombiespel med post-apokalyptiska teman så fokuserar Dead Island mer på närstrider istället för eldstrider och därför är närstridsvapen det bästa vapnen i spelet. Det finns ett par skjutvapen som man kan köpa från handlare på ön eller om spelaren utför ett uppdrag. Vapnen i spelet kan också uppgraderas och modifieras för att göra dem bättre. För att ändra ett vapen spelaren måste hitta följande: en arbetsbänk, en konstruktionslista, reservdelar och ett vapen. Varje vapen har också en kvalitetsnivå som identifieras på dess färg: såsom Common (vita), Uncommon (gröna), Rare (blåa), Unique (violett) och Exceptional (orangea).
Spelet innehåller ett lättanvänt uppgraderingssystem som hjälper spelaren att snickra med sin spelkaraktärs karaktärsdrag och förmågor. Erfarenhetspoäng, som spelaren erhåller när man besegrar ett antal zombier eller slutför olika uppdrag, kan användas för att förbättra spelkaraktärens Fury, Combat och Survival-egenskaper. Var och en av dessa egenskaper har sin egen uppsättning av uppgraderingar.
De vanliga zombierna i spelet är mestadels tröga och svaga, men det finns många farligare typer av zombier, såsom Infected, floater, Ram, Butcher och Suicider-zombier, var och en med sina egna unika förmågor och styrkor.
Det finns en hel del tillflyktsorter och fästen på ön, som en fyr eller en kyrka där spelaren kan gå in och skaffa vapen och prata med andra överlevare. Man kommer även att stöta på fientliga territorier på ön fullt med banditer.
Man kan välja att spela som en av 4 spelkaraktärer i spelet:
- Purna: en före detta polis från Sydney. Vapenexpert.
- Logan: en före detta fotbollsstjärna. Kastexpert. Kastar mycket bättre än de andra.
- Sam B: en omtyckt rapstjärna. "Bluntweapon expert" dvs. bäst med tyngre vapen till exempel hammare
- Xian Mei: en anställd på hotellet Royal Palm Resort på ön, född och uppvuxen i Kina. Knivexpert

### Multiplayer
Dead Island har ett samarbetsläge som kan spelas antingen online eller via LAN för upp till 4 spelare.

## Dead island Riptide
Dead Island Riptide är uppföljare till Techland och Deep silvers spel Dead Island. Spelet släpptes i april 2013 till PC, XBOX 360 och PS3. Spelet är en fortsättning till det första spelet, denna gång utspelar äventyret sig på grannön till Banoi - Palanai, zombiesmittan, har även spridit sig till denna ö.